# Michał Szpak
Michał Szpak (* 26. listopadu 1990 Jasło, Polsko) je polský zpěvák.

## Život
Narodil se 26. listopadu 1990 do umělecké rodiny. Na pódiu stanul poprvé v devíti letech. Přestěhoval se do Varšavy, kde začal studovat psychologii na Univerzitě humanitních a sociálních věd.
V roce 2011 se zúčastnil prvního polského ročníku soutěže X-Factor, v němž postoupil do finále. V prosinci téhož roku vydal své první EP s pěti skladbami, nazvané XI. V roce 2013 vyhrál s písní „Очи чёрные“ (Oči černé) hlavní cenu Zlatý samovar na Festivalu ruské písně v polské Zelené Hoře. V listopadu 2015 vydal své album Byle Być Sobą (Jen být sám sebou) s 12 skladbami. Úvodní píseň z tohoto alba nazvanou „Real Hero“ zazpíval v polské verzi pod názvem „Jesteś Bohaterem“ na 52. ročníku Národního festivalu polské písně v Opolí a vyhrál hlavní cenu v soutěži SuperPremiery 2015.
Dne 5. března 2016 vyhrál s rockovou baladou „Color Of Your Life“ národní kvalifikační kolo Eurovize, když porazil Edytu Górniakovou, vůbec první polskou účastnici Eurovision Song Contest, která v roce 1994 v Dublinu dosáhla nejlepšího polského úspěchu v této soutěži – druhého místa. Szpak tedy 12. května vystoupil jako polský zástupce v 2. semifinále Eurovision Song Contest 2016, odkud se 151 bodem prošel na 6. z deseti postupových příček do velkého finále. V tom obdržel od poroty pouhých 7 bodů, což vystačilo pro předposlední, 25. místo, další 222 body však přidali diváci, což ho vyneslo na celkově 8. příčku.